# دينيس فان أوتن
دينيس فان آوتن (بالإنجليزية: Denise van Outen)‏ إسمها الحقيقي دينيس كاثلين آوتن (بالإنجليزية: Denise Kathleen Outen)‏ هي ممثلة ومغنية وراقصة ومذيعة إنجليزية بريطانية ولدت في يوم 27 مايو 1974 في باسلدون في إسكس في إنجلترا في المملكة المتحدة، قدمت برنامج The Big Breakfast و برنامج Strictly Come Dancing.

## روابط خارجية
- دينيس فان أوتن على موقع IMDb (الإنجليزية)
- دينيس فان أوتن على موقع ميوزك برينز (الإنجليزية)
- دينيس فان أوتن على موقع إن إن دي بي (الإنجليزية)
- دينيس فان أوتن على موقع ديسكوغز (الإنجليزية)
- دينيس فان أوتن على موقع قاعدة بيانات الفيلم (الإنجليزية)